# Lijst van Alarmschijven in 1983
Deze hits waren in 1983 Alarmschijf bij Veronica op Hilversum 3:
| Nr. | Datum        | Artiest                          | Titel                                         | Hoogste positie in Top 40 |
| --- | ------------ | -------------------------------- | --------------------------------------------- | ------------------------- |
| -   | 1 januari    | geen Alarmschijf                 | geen Alarmschijf                              | geen Alarmschijf          |
| 680 | 8 januari    | Yarbrough & Peoples              | Heartbeats                                    | 7                         |
| 681 | 15 januari   | Earth, Wind & Fire               | Fall in Love with Me                          | 11                        |
| 682 | 22 januari   | Loz Netto's (Bzar)               | Fade Away                                     | 25                        |
| 683 | 29 januari   | Eddy Grant                       | Electric Avenue                               | 6                         |
| 684 | 5 februari   | Indeep                           | Last Night a D.J. Saved My Life               | 2                         |
| 685 | 12 februari  | UB40                             | I've Got Mine                                 | 14                        |
| 686 | 19 februari  | Doe Maar                         | Pa                                            | 1(2wk)                    |
| 687 | 26 februari  | Wham!                            | Wham Rap!                                     | 9                         |
| 688 | 5 maart      | BZN                              | Just an Illusion                              | 3                         |
| 689 | 12 maart     | Peter Schilling                  | Major Tom (völlig losgelöst)                  | 2                         |
| 690 | 19 maart     | David Bowie                      | Let's Dance                                   | 1(2wk)                    |
| 691 | 26 maart     | Time Bandits                     | Listen to the Man with the Golden Voice       | 7                         |
| 692 | 2 april      | Duran Duran                      | Is There Something I Should Know?             | 14                        |
| 693 | 9 april      | UB40                             | Food for Thought (Live)                       | 4                         |
| 694 | 16 april     | Class Action                     | Weekend                                       | 21                        |
| 695 | 23 april     | Irene Cara                       | Flashdance... What a Feeling                  | 13                        |
| 696 | 30 april     | The Kinks                        | Come Dancing                                  | 25                        |
| 697 | 7 mei        | Daniel                           | Julie                                         | 3                         |
| 698 | 14 mei       | Nena                             | Nur geträumt                                  | 9                         |
| 699 | 21 mei       | The Police                       | Every Breath You Take                         | 6                         |
| 700 | 28 mei       | Stars on 45                      | Stars on 45 Proudly Presents The Star Sisters | 1(5wk)                    |
| 701 | 4 juni       | Al Jarreau                       | Mornin'                                       | 16                        |
| 702 | 11 juni      | The Beat                         | Can't Get Used to Losing You                  | 9                         |
| 703 | 18 juni      | Electric Light Orchestra         | Rock 'n' Roll Is King                         | 4                         |
| 704 | 25 juni      | Elton John                       | I'm Still Standing                            | 8                         |
| 705 | 2 juli       | Bow Wow Wow                      | The Man Mountain                              | 3                         |
| 706 | 9 juli       | Miquel Brown                     | So Many Men - So Little Time                  | 11                        |
| 707 | 16 juli      | Michael Sembello                 | Maniac                                        | 11                        |
| 708 | 23 juli      | Agnetha Fältskog                 | Wrap Your Arms Around Me                      | 5                         |
| 709 | 30 juli      | 10cc                             | Feel the Love                                 | 7                         |
| 710 | 6 augustus   | Ryan Paris                       | Dolce vita                                    | 1(2wk)                    |
| 711 | 13 augustus  | Stray Cats                       | (She's) Sexy + 17                             | 9                         |
| 712 | 20 augustus  | Righeira                         | Vamos a la playa                              | 2                         |
| 713 | 27 augustus  | DÖF                              | Codo ... düse im Sauseschritt                 | 1(2wk)                    |
| 714 | 3 september  | Clannad                          | Theme from Harry's Game                       | 15                        |
| 715 | 10 september | BZN                              | Le Légionnaire                                | 6                         |
| 716 | 17 september | David Bowie                      | Modern Love                                   | 9                         |
| 717 | 24 september | Hot Chocolate                    | Tears on the Telephone                        | 14                        |
| 718 | 1 oktober    | Tracey Ullman                    | They Don't Know                               | 8                         |
| 719 | 8 oktober    | Paul McCartney & Michael Jackson | Say Say Say                                   | 4                         |
| 720 | 15 oktober   | Laid Back                        | Sunshine Reggae                               | 2                         |
| 721 | 22 oktober   | Rock Steady Crew                 | (Hey You) The Rock Steady Crew                | 1(4wk)                    |
| 722 | 29 oktober   | Paul Young                       | Come Back and Stay                            | 2                         |
| 723 | 5 november   | Rolling Stones                   | Undercover of the Night                       | 5                         |
| 724 | 12 november  | Yes                              | Owner of a Lonely Heart                       | 2                         |
| 725 | 19 november  | Dolly Parton                     | You Are                                       | 1(3wk)                    |
| 726 | 26 november  | Earth, Wind & Fire               | Magnetic                                      | 10                        |
| 727 | 3 december   | The Pretenders                   | 2000 Miles                                    | 8                         |
| 728 | 10 december  | Lionel Richie                    | Running with the Night                        | 7                         |
| 729 | 17 december  | What Fun!                        | The Right Side Won                            | 3                         |
| 730 | 24 december  | Hans de Booij                    | Thuis ben                                     | 7                         |
| -   | 31 december  | geen Alarmschijf                 | geen Alarmschijf                              | geen Alarmschijf          |

1969 ·
1970 ·
1971 ·
1972 ·
1973 ·
1974 ·
1975 ·
1976 ·
1977 ·
1978 ·
1979 ·
1980 ·
1981 ·
1982 ·
1983 ·
1984 ·
1985 ·
1986 ·
1987 ·
1988 ·
1989 · 
1990 · 
1991 · 
1992 · 
1993 · 
1994 · 
1995 · 
1996 · 
1997 · 
1998 · 
1999 · 
2000 · 
2001 · 
2002 · 
2003 · 
2004 · 
2005 · 
2006 · 
2007 · 
2008 · 
2009 ·
2010 ·
2011 ·
2012 ·
2013 ·
2014 ·
2015 ·
2016 ·
2017 ·
2018 ·
2019 ·
2020 ·
2021 ·
2022 ·
2023 ·
2024 ·
2025